# Reserva nacional Los Ruiles

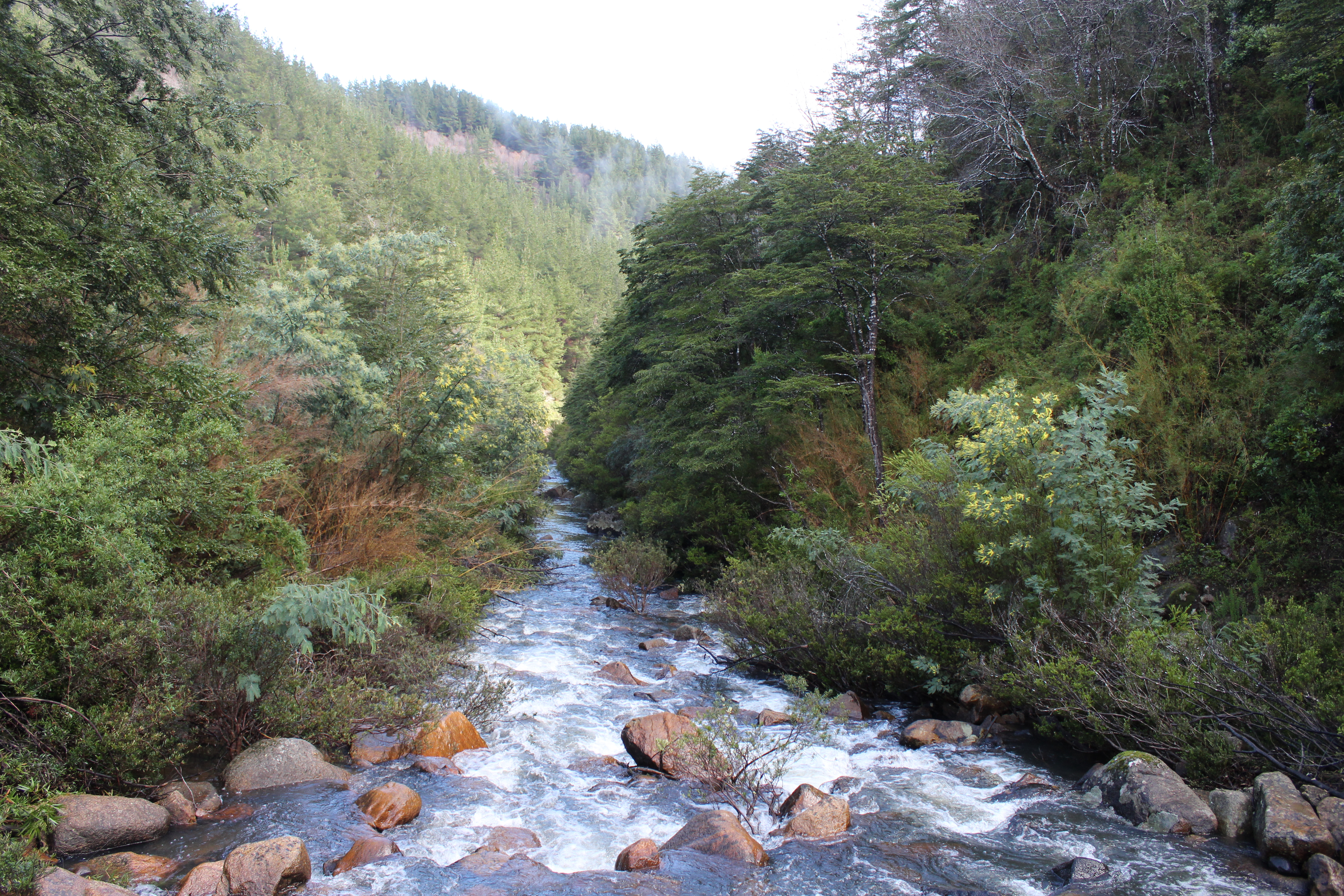
Sendero para visitantes en la Reserva nacional Los Ruiles.

La Reserva Nacional Los Ruiles se encuentra en la comuna de Chanco, en la Provincia de Cauquenes, Región del Maule de Chile. 
Esta Reserva Nacional contiene árboles y arbustos nativos únicos en la región, con el objetivo principal de proteger al ruil (Nothofagus alessandrii), una especie arbórea endémica en peligro crítico de extinción. 
La  actual Reserva Nacional Los Ruiles, incluye 2 predios de propiedad fiscal, El Fin en la comuna de Empedrado con una superficie de 16.4 ha y Los Ruiles en la comuna de Chanco, con 28.6 ha, completando entre ambos 45 ha, de acuerdo al decreto n.º 94 del Ministerio de Agricultura, del 13 de julio de 1982, que dio vida legal a la unidad. Dada la adquisición de 13 nuevos predios, incorporados al patrimonio protegido del Estado, se ha considera actualmente una superficie de 324,7 ha, El sector El Fin, se encuentra en Región del Maule, provincia de Talca y comuna de Empedrado, está ubicado a 15 km de Empedrado, y tiene acceso desde Talca por el camino pavimentado que va a Constitución, desde el cual nace la ruta asfaltada, que pasa por Empedrado y finalmente llega al sector El Fin.   El Sector Los Ruiles, se encuentra en Región del Maule, provincia de Cauquenes y comuna de Chanco, El sector se encuentra inmediatamente al costado norte del camino que une Cauquenes con Chanco, a la altura del kilómetro 29 de dicha ruta, toda asfaltada.  

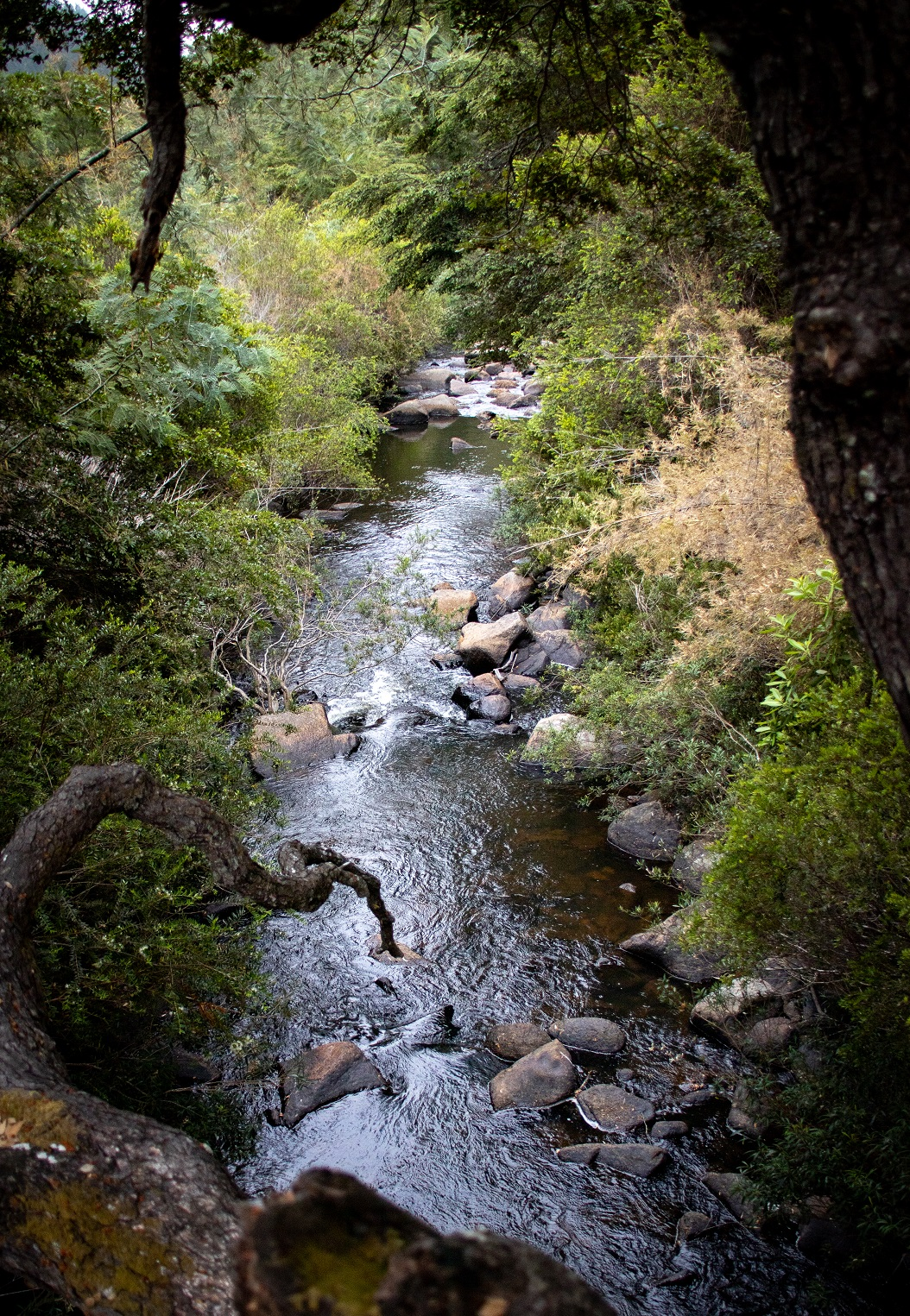
Río de la Reserva Los Ruiles.

La unidad destaca por la protección de las especies de fauna, principalmente aves, como el pato correntino, lechuza blanca, tucúquere, queltehue y loica. 
En lo que a flora se refiere, están el arrayán, maiten, coigüe, boldo y quillay.
Su principal sendero de excursión es Los Ruiles, de 1.5 km. Duración recorrido a pie: 3 horas. Este sendero recorre parte de la reserva, bajo un bosque centenario de ruiles, hualos y coigües que le dan gran belleza e importancia educativa.

## Visitantes

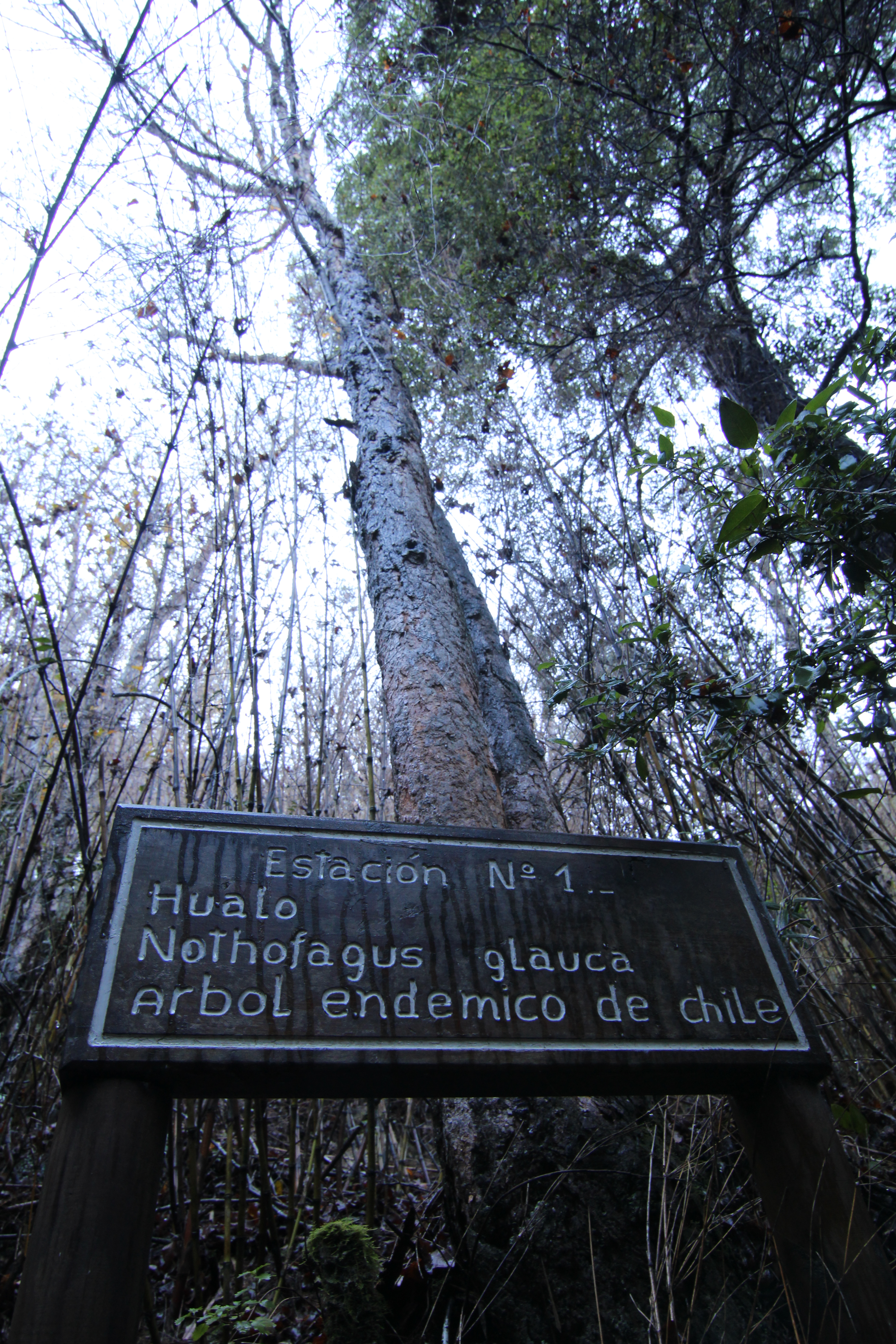
Sendero para visitantes en la Reserva nacional Los Ruiles.

Esta reserva recibe una gran cantidad de visitantes chilenos y extranjeros cada año.

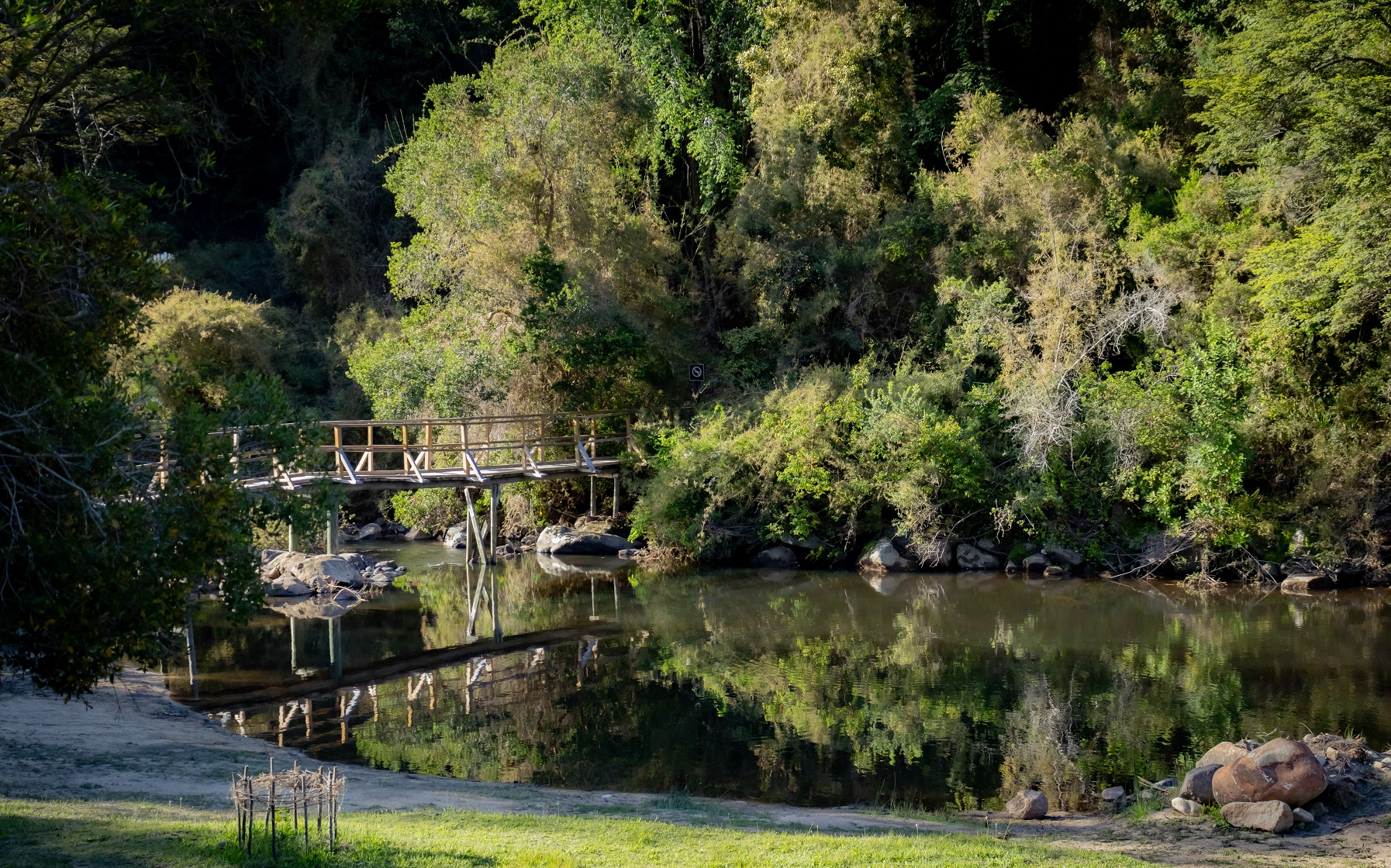
Pasarela de madera en la Reserva Los Ruiles.

| Año         | 2012  | 2013  | 2014  | 2015  | 2016  | 2017  | 2018  | 2019  | 2020  | 2021  | 2022  | 2023  | 2024  |
| ----------- | ----- | ----- | ----- | ----- | ----- | ----- | ----- | ----- | ----- | ----- | ----- | ----- | ----- |
| chilenos    | 2.923 | 3.408 | 3.852 | 5.116 | 5.474 | 4.296 | 5.082 | 4.288 | 3.043 | 5.216 | 7.515 | 2.745 | 5.472 |
| extranjeros | 22    | 5     | 14    | 0     | 53    | 40    | 28    | 0     | 0     | 0     | 0     | 0     | 272   |
| Total       | 2.945 | 3.413 | 3.866 | 5.116 | 5.527 | 4.336 | 5.110 | 4.288 | 3.043 | 5.216 | 7.515 | 2.745 | 5.744 |